# سوفولو (آق‌دام)
سوفولو (ارمنی: Սոֆուլու؛ ترکی آذربایجانی: Sofulu) یک منطقهٔ مسکونی در جمهوری آرتساخ است که در استان مارتاکرت واقع شده‌است.